# CONIFA-Weltfußballmeisterschaft
Die CONIFA-Weltfußballmeisterschaft (englisch CONIFA World Football Cup) ist ein Fußballturnier für Mitglieder der Confederation of Independent Football Associations (CONIFA). Diese besteht größtenteils aus unabhängigen Staaten, die nicht Mitglied der FIFA sind, abhängigen Staaten, Minderheiten und Mikronationen sowie sonstigen gewisse Autonomie genießenden Gebieten. Der Name Weltfußballmeisterschaft wurde gewählt, da die FIFA die Rechte am Begriff Fußballweltmeisterschaft hält. Die CONIFA-Weltfußballmeisterschaft wird seit 2014 in zweijährigem Zyklus veranstaltet. In den Zwischenjahren findet seit 2015 die CONIFA-Europafußballmeisterschaft statt. Die WFM kann, da CONIFA das 2013 aufgelöste NF-Board ersetzt, als Nachfolger des Viva World Cups gesehen werden.

## Vergabe
Über die Vergabe wird auf dem Annual General Meeting (AGM) abgestimmt.

## Qualifikation
Für die WFM 2014 wurden alle Teilnehmer intern ermittelt und eingeladen. Die Mannschaften aus Québec und Sansibar sagten ihre Teilnahme jedoch noch ab und wurden durch Südossetien und den späteren Gewinner Grafschaft Nizza ersetzt. Für die Austragung 2016 waren die beiden Finalisten der CONIFA-Europafußballmeisterschaft 2015, sowie die Sieger zweier Turniere qualifiziert, wobei der Vizeeuropameister und amtierende Weltmeister Grafschaft Nizza, sowie Turniersieger und Vizeweltmeister Ellan Vannin ihre Teilnahme zurückzogen. Neben Gastgeber Abchasien wurde zudem eine Wildcard vergeben an das Volk der Aymara, die kein CONIFA-Mitglied sind, aber ihre Teilnahme ebenfalls zurückzogen. Die restlichen Startplätze wurden erneut intern ermittelt. Zur Ermittlung der Startplätze bei der WFM 2018 wurde ein ausführliches Regelwerk herausgegeben. Dieses teilt alle Teilnehmer auf sechs Kontinente Europa, Asien, Afrika, Ozeanien, Nordamerika/Karibik und Südamerika auf. Aus der Zahl der Mitgliederländer der einzelnen Kontinente werden prozentual die Startplätze errechnet, beginnend beim mitgliederärmsten Kontinent. Die Startplätze werden auf sieben verschiedene Arten vergeben. Der Gastgeber erhält automatisch einen Startplatz. Falls mehrere Verbände die Meisterschaft austragen, so können maximal so viele Startplätze an die Gastgeber vergeben werden, dass noch zehn Startplätze auf die anderen sechs Arten vergeben werden können. Ein weiteres Ticket wird an den amtierenden Weltfußballmeister vergeben. Zudem erhält jeder Kontinentalfußballmeister einen Startplatz, wobei bisher lediglich Europafußballmeisterschaften ausgetragen wurden. Weitere Tickets werden vergeben, indem Mitglieder eigene Qualifikationswettbewerbe mit mindestens drei Teilnehmern ausrichten. Der Sieger erhält ebenfalls einen Startplatz. Ebenfalls werden Qualifikationspunkte vergeben, die sich aus einem Gegnerfaktor und einem Ergebnisfaktor berechnen. Für jedes Spiel werden vier, zwei oder ein Punkt für Spiele gegen CONIFA-Mitglieder, Nationalauswahlen bzw. sonstige Teams mit drei, zwei oder einem Punkt für Siege, Unentschieden bzw. Niederlagen multipliziert. Die punktreichsten Mannschaften erhalten alle weiteren Startplätze bis auf zwei, die durch eine öffentliche Umfrage und eine interne Wildcardvergabe unter allen restlichen CONIFA-Mitgliedern ermittelt werden.

## Endrunde
Für die Endrunde werden die qualifizierten Mannschaften in Lostöpfe aufgeteilt. Bei den bisherigen zwei Austragungen gab es jeweils zwölf Teilnehmer, die in jeweils drei Töpfe mit vier Mannschaften gelegt wurden. Aus diesen wurden dann vier Gruppen mit jeweils drei Mannschaften gelost. Zu Beginn des einwöchigen Turniers spielt jede Mannschaft einmal gegen die anderen beiden Gruppengegner. Die beiden bestplatzierten Mannschaften jeder Gruppe qualifizieren sich für das Viertelfinale. Anschließend beginnt eine Platzierungsrunde, in der die vier Gruppenletzten zwei Spiele gegen zwei der drei anderen Gruppenletzten spielen, so, wie die vier Viertelfinalverlierer zwei Spiele gegen zwei der drei anderen Viertelfinalverlierer bestreiten. Aus diesen Ergebnissen werden die hinteren Endplatzierungen ermittelt. Die vier Viertelfinalgewinner tragen dann die Halbfinals aus, deren Sieger ins Finale und deren Verlierer ins Spiel um Platz 3 einziehen, wo die restlichen Platzierungen ermittelt werden.

## Weltfußballmeisterschaften
| Jahr | Gastgeber                 |                  | Finale                               | Finale                               | Finale                               | Spiel um Platz 3                     | Spiel um Platz 3                     | Spiel um Platz 3                     |
| Jahr | Gastgeber                 | Erster           | Ergebnis                             | Zweiter                              | Dritter                              | Ergebnis                             | Vierter                              |                                      |
| ---- | ------------------------- | ---------------- | ------------------------------------ | ------------------------------------ | ------------------------------------ | ------------------------------------ | ------------------------------------ | ------------------------------------ |
| 2014 | Sápmi                     | Grafschaft Nizza | 5:3 i. E. (0:0)                      | Ellan Vannin                         | Aramäische Suryoye                   | 4:1                                  | Südossetien                          |                                      |
| 2016 | Abchasien                 | Abchasien        | 6:5 i. E. (1:1)                      | Punjab                               | Nordzypern                           | 2:0                                  | Padanien                             |                                      |
| 2018 | Baraawe                   | Karpatenukraine  | 3:2 i. E. (0:0)                      | Nordzypern                           | Padanien                             | 4:3 i. E. (3:3)                      | Szeklerland                          |                                      |
| 2020 | Nordmazedonien            |                  | abgesagt wegen der COVID-19-Pandemie | abgesagt wegen der COVID-19-Pandemie | abgesagt wegen der COVID-19-Pandemie | abgesagt wegen der COVID-19-Pandemie | abgesagt wegen der COVID-19-Pandemie | abgesagt wegen der COVID-19-Pandemie |
| 2024 | Autonome Region Kurdistan |                  | verschoben                           | verschoben                           | verschoben                           | verschoben                           | verschoben                           | verschoben                           |

## Ewige Tabelle
| #   | Mannschaft                    | Teilnahmen | Spiele | Siege | Unentschieden | Niederlagen | Tore | Gegentore | Differenz | Punkte | Titel |
| --- | ----------------------------- | ---------- | ------ | ----- | ------------- | ----------- | ---- | --------- | --------- | ------ | ----- |
| 1.  | Abchasien                     | 3          | 16     | 9     | 5             | 2           | 36   | 11        | +25       | 32     | 1     |
| 2.  | Padanien                      | 3          | 16     | 7     | 4             | 5           | 58   | 18        | +40       | 25     | 0     |
| 3.  | Türkische Republik Nordzypern | 2          | 11     | 6     | 4             | 1           | 29   | 10        | +19       | 22     | 0     |
| 4.  | Punjab                        | 2          | 11     | 6     | 3             | 2           | 28   | 10        | +18       | 21     | 0     |
| 5.  | Westarmenien                  | 2          | 11     | 4     | 2             | 5           | 26   | 14        | +12       | 17     | 0     |
| 6.  | Ellan Vannin                  | 2          | 11     | 5     | 2             | 4           | 18   | 18        | 0         | 17     | 0     |
| 7.  | Szeklerland                   | 2          | 10     | 5     | 1             | 4           | 32   | 14        | +18       | 16     | 0     |
| 8.  | Kurdistan                     | 2          | 10     | 3     | 6             | 1           | 23   | 9         | +14       | 15     | 0     |
| 9.  | Karpatenukraine               | 1          | 6      | 4     | 2             | 0           | 15   | 5         | +10       | 14     | 1     |
| 10. | Sápmi                         | 2          | 9      | 4     | 0             | 5           | 16   | 14        | +2        | 12     | 0     |
| 11. | Vereinigte Koreaner in Japan  | 2          | 11     | 2     | 6             | 3           | 10   | 11        | −1        | 12     | 0     |
| 12. | Kaskadien                     | 1          | 6      | 3     | 1             | 2           | 17   | 11        | +6        | 10     | 0     |
| 13. | Aramäische Suryoye            | 1          | 5      | 3     | 1             | 1           | 9    | 6         | +3        | 10     | 0     |
| 14. | Grafschaft Nizza              | 1          | 5      | 3     | 1             | 1           | 8    | 5         | +3        | 10     | 1     |
| 15. | Matabeleland                  | 1          | 6      | 3     | 1             | 2           | 8    | 12        | −4        | 10     | 0     |
| 16. | Okzitanien                    | 1          | 5      | 2     | 3             | 0           | 5    | 3         | +2        | 9      | 0     |
| 17. | Republik Arzach               | 1          | 4      | 2     | 0             | 2           | 19   | 5         | +14       | 6      | 0     |
| 18. | Baraawe                       | 1          | 6      | 2     | 0             | 4           | 7    | 22        | −15       | 6      | 0     |
| 19. | Tamil Eelam                   | 2          | 10     | 2     | 0             | 8           | 16   | 37        | −21       | 6      | 0     |
| 20. | Kabylei                       | 1          | 6      | 1     | 2             | 3           | 8    | 15        | −7        | 5      | 0     |
| 21. | Südossetien                   | 1          | 5      | 1     | 1             | 3           | 23   | 10        | +13       | 4      | 0     |
| 22. | Tibet                         | 1          | 6      | 1     | 1             | 4           | 7    | 20        | −13       | 4      | 0     |
| 23. | Somaliland                    | 1          | 4      | 1     | 0             | 3           | 6    | 22        | −16       | 3      | 0     |
| 24. | Tuvalu                        | 1          | 6      | 1     | 0             | 5           | 7    | 24        | −17       | 3      | 0     |
| 25. | Raetia                        | 1          | 4      | 0     | 1             | 3           | 3    | 23        | −20       | 1      | 0     |
| 26. | Chagos-Inseln                 | 1          | 4      | 0     | 1             | 3           | 5    | 27        | −22       | 1      | 0     |
| 27. | Darfur                        | 1          | 4      | 0     | 0             | 4           | 0    | 61        | −61       | 0      | 0     |

## Rekorde
Höchster Sieg
- Padanien – Darfur 20:0 (1. Juni 2014, Vorrunde)

Höchstes Unentschieden
- Padanien – Abchasien 3:3 (5. Juni 2014, Platzierungsrunde)
- Chagos-Inseln – Raetia 3:3 (3. Juni 2016, Platzierungsrunde)
- Punjab – Kaskadien 3:3 (4:3 i. E.; 9. Juni 2018, Spiel um Platz 5)

Meiste Tore
- 28 (Padanien, 2014)

Meiste Gegentore
- 61 (Darfur, 2014)

Wenigste Tore
- 0 (Darfur, 2014)

Wenigste Gegentore
- 1 (Abchasien, 2016)

Beste Differenz
- +21 (Padanien, 2014)

Schlechteste Differenz
- −61 (Darfur, 2014)

Höchste Punktzahl
- 14 (Karpatenukraine, 2018)

Rekordsieger
- 1 (Grafschaft Nizza, 2014)
- 1 (Abchasien, 2016)
- 1 (Karpatenukraine, 2018)

Meiste Teilnahmen
- 3 (Padanien, 2014, 2016, 2018)
- 3 (Abchasien, 2014, 2016, 2018)